# Stratolaunch
Stratolaunch (plným jménem Stratolaunch Systems) byla americká společnost v aerokosmickém průmyslu. Vyvíjela letoun Stratolaunch, jenž měl sloužit jako odpalovací platforma ke startům kosmických nosných raket ze vzduchu. Společnost byla založena v roce 2011 spoluzakladatelem společnosti Microsoft Paulem Allenem. Po jeho smrti na podzim 2018 však utlumila aktivity a přestože se jejich vyvíjenému letounu podařilo následující rok v dubnu poprvé vzlétnout, na začátku června 2019 ukončila činnost.